# Pallanuoto ai campionati mondiali di nuoto 2025
I tornei di pallanuoto ai campionati mondiali di nuoto 2025 si sono svolti dall'11 al 24 luglio 2025 presso l'OCBC Aquatic Centre a Singapore. Si è trattato della 22ª edizione del torneo maschile e della 18ª edizione di quello femminile.
Le squadre partecipanti sono state 16 per ciascuno dei due tornei.

## Calendario
| P | Turno preliminare | ⅛ | Ottavi | ¼ | Quarti | ½ | Semifinali | F | Finali |

| Torneo    | Luglio 2025 | Luglio 2025 | Luglio 2025 | Luglio 2025 | Luglio 2025 | Luglio 2025 | Luglio 2025 | Luglio 2025 | Luglio 2025 | Luglio 2025 | Luglio 2025 | Luglio 2025 | Luglio 2025 | Luglio 2025 |
| Torneo    | Ven 11      | Sab 12      | Dom 13      | Lun 14      | Mar 15      | Mer 16      | Gio 17      | Ven 18      | Sab 19      | Dom 20      | Lun 21      | Mar 22      | Mer 23      | Gio 24      |
| --------- | ----------- | ----------- | ----------- | ----------- | ----------- | ----------- | ----------- | ----------- | ----------- | ----------- | ----------- | ----------- | ----------- | ----------- |
| Maschile  |             | P           |             | P           |             | P           |             | ⅛           |             | ¼           |             | ½           |             | F           |
| Femminile | P           |             | P           |             | P           |             | ⅛           |             | ¼           |             | ½           |             | F           |             |

## Podi
| Evento                          | Oro    | Argento  | Bronzo |
| ------------------------------- | ------ | -------- | ------ |
| Pallanuoto maschile (dettagli)  | Spagna | Ungheria | Grecia |
| Pallanuoto femminile (dettagli) | Grecia | Ungheria | Spagna |

## Medagliere
| Pos.   | Paese    | Oro | Argento | Bronzo | Totale |
| ------ | -------- | --- | ------- | ------ | ------ |
| 1      | Grecia   | 1   | 0       | 1      | 2      |
| 1      | Spagna   | 1   | 0       | 1      | 2      |
| 3      | Ungheria | 0   | 2       | 0      | 2      |
| Totale | Totale   | 2   | 2       | 2      | 6      |